# Généralité de Bordeaux
1542–1789
(483 ans)
Entités précédentes :
- Création

Entités suivantes :
- Gironde
- Lot-et-Garonne
- Landes
- Dordogne
- Pyrénées-Atlantiques

La généralité de Bordeaux est une circonscription administrative de la Guyenne créée en 1542. Elle a Bordeaux pour ville principale, l'une des dix-sept recettes générales créées par Henri II (Édit donné à Blois en janvier 1551).
Elle se composait de six élections ; 30 subdélégations (intendance).

## La généralité d'après le Règlement général du 24 janvier 1789 (États généraux)
N.B. La distinction entre bailliages principaux et bailliages secondaires introduite par le règlement du 24 janvier 1789 ne vaut que pour la préparation des États généraux de 1789. Elle n’implique aucune hiérarchie entre eux.
Noms des bailliages principaux, suivis du nombre de députés à élire et du nom des bailliages secondaires :
- Sénéchaussée d'Agenois à Agen, 12 députés ;
- Sénéchaussée d'Albret à Nérac, 4 députés, (Casteljaloux) ;
- Sénéchaussée de Bazas, 4 députés ;
- Sénéchaussée de Bordeaux, 16 députés ;
- Sénéchaussée de Castelmoron, 4 députés ;
- Condom (ville, et sénéchaussée de Gascogne), 4 députés ;
- Sénéchaussée de Libourne, 4 députés ;
- Sénéchaussée de Périgueux, 8 députés, (Bergerac, Sarlat).

## Liste des circonscriptions administratives

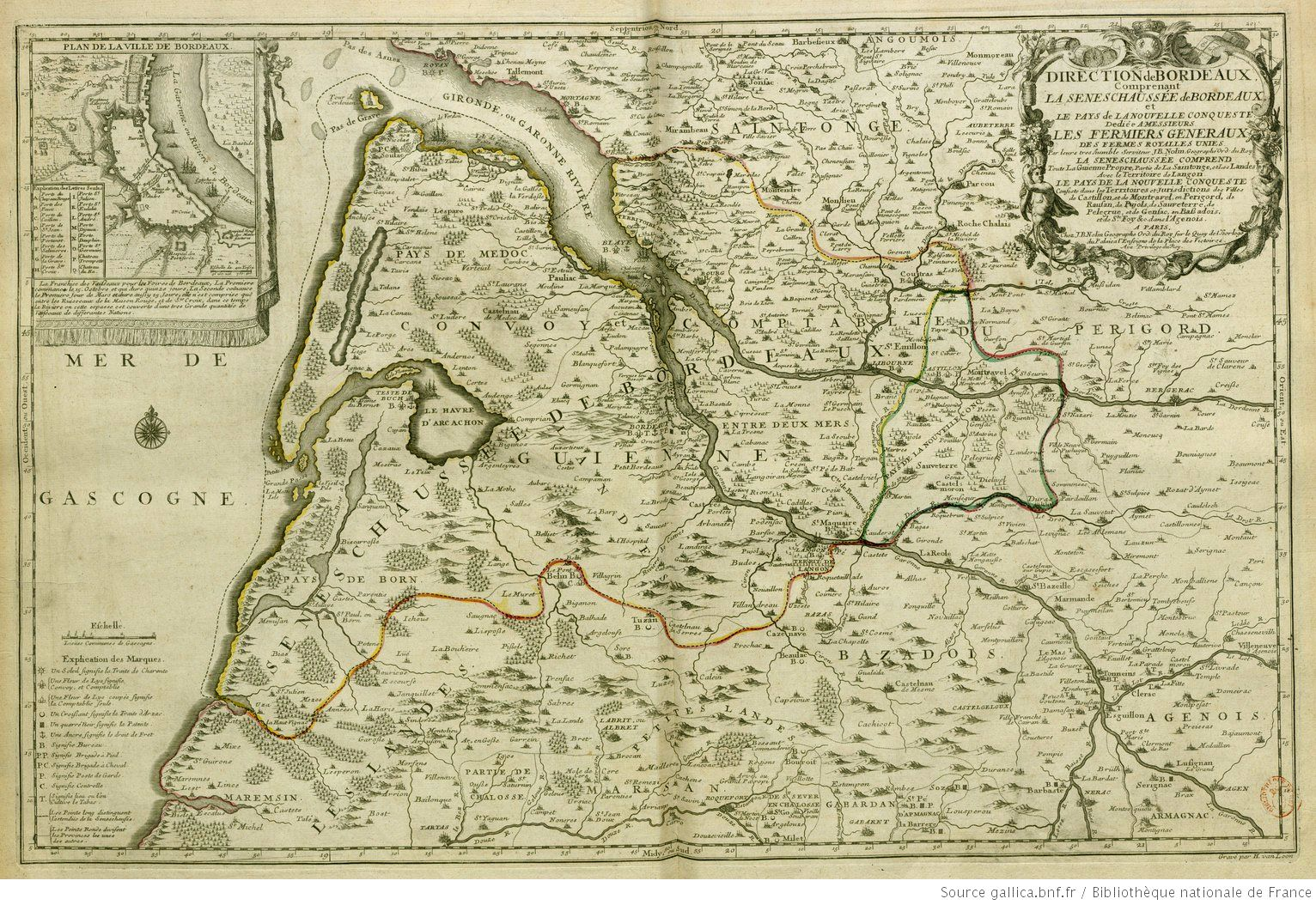
La Séneschaussée de Bordeaux en 1700 (par J.-B. Nolin)

La généralité étant une des circonscriptions administratives majeures, la connaissance historique du territoire concerné passe par l'inventaire des circonscriptions inférieures de toute nature. Cet inventaire est la base d'une exploration des archives réparties entre les différentes archives départementales des départements compris dans la généralité.
Cette liste ne reprend pas les sénéchaussées détaillées ci-dessus.
- Élection d'Agen
  - Subdélégation d'Agen
  - Subdélégation de Bayonne (Lannes)
  - Subdélégation de Bayonne (Labourd)
  - Subdélégation de Bazas
  - Subdélégation de Bergerac
- Élection de Bordeaux
  - Subdélégation de Bordeaux
  - Subdélégation de Cadillac
  - Subdélégation de Casteljaloux
  - Subdélégation de Castillonnès
  - Subdélégation de Clairac
  - Subdélégation de Blaye
- Élection de Condom
  - Subdélégation de Condom
  - Subdélégation de Dax
- Élection de Lannes, dans cette généralité depuis 1787
  - Subdélégation de La Réole
  - Subdélégation de Libourne
  - Subdélégation de Marmande
  - Subdélégation de Monflanquin
  - Subdélégation de Montpon
  - Subdélégation de Mont-de-Marsan
  - Subdélégation de Nérac
  - Subdélégation de Nontron
  - Subdélégation de Pauillac
- Élection de Périgueux
  - Subdélégation de Périgueux
  - Subdélégation de Ribérac
  - Subdélégation de Sainte-Foy
  - Subdélégation de Saint-Sever
- Élection de Sarlat
  - Subdélégation de Sarlat
  - Subdélégation de Thiviers
  - Subdélégation de Villeneuve (Villeneuve-sur-Lot)
  - Subdélégation de Vitrezay